# Acadèmia Espanyola de Belles Arts de Roma
L'Acadèmia Espanyola de Belles Arts de Roma va ser una institució espanyola a Roma, Itàlia, fundada el 1873 i dependent de la Reial Acadèmia de Belles Arts de San Fernando, dedicada al foment de l'estudi i estímul de les belles arts i on es van formar grans pintors i escultors que van viatjar a la ciutat pensionats per l'Estat.
Va ser creada per iniciativa del polític i home de lletres Emilio Castelar i es va inaugurar a la seu de l'antic convent de San Pietro in Montorio en 1881 sota el regnat d'Alfons XII, sent-ne el director José Casado del Alisal, que havia succeït el primer d'ells, el famós pintor Eduardo Rosales. L'han dirigit també insignes artistes, historiadors o escriptors com ara Vicente Palmaroli, Marià Benlliure, Ramón María del Valle-Inclán, el Marquès de Lozoya, Antonio Blanco Freijeiro i Enrique Pérez Comendador.
Així mateix, pels seus estudis han passat noms destacats en els més diversos camps de la cultura destacant Joaquim Sorolla, Joaquín Valverde Lasarte, el Premi Pritzker Rafael Moneo, Luis Moreno Mansilla, Juan Francisco Casas, Antonio Zarco, Daniel Canogar, Sergio Belinchón, Antón García Abril, Germán Gómez González, Naia del Castillo, Juan Olivares, Guillermo Pérez Villalta, Manuel Sáez, Enric Simonet, Juan Navarro Baldeweg, Marià Benlliure, Ignasi Pinazo, Francisco Pradilla, Carmelo Pastor, José Moreno, Alberto Morell Sixto o Miguel Villarino.
Situada a San Pietro in Montorio, la seva estructura es va regular per última vegada el 1973, quan es va fer dependre del Govern d'Espanya i ja no de la Reial Acadèmia de Belles Arts de San Fernando.
El 1984 l'acadèmia com tal va desaparèixer, per incorporar-se a l'Escola d'Arqueologia, que va passar a denominar-se Acadèmia Espanyola d'Història, Arqueologia i Belles arts a Roma, dependent del Consell Superior d'Investigacions Científiques. El 1998 es va tornar a desdobar la secció d'Història i Belles arts, però integrant aquesta en l'Acadèmia d'Espanya a Roma, regulada definitivament el 2001 i dependent del Ministeri d'Afers Exteriors.